# Place Mickiewicz
La place Mickiewicz (ukrainien : площа Міцкевича) est une place de la ville vieille de Lviv, en Ukraine.

## Odonymie
Elle a porté le nom de place Ferdinand (allemand : Ferdinandplatz, polonais : Plac Ferdynanda) en référence à Ferdinand Charles Joseph d'Autriche-Este gouverneur de Galicie. En 1852, elle devient place Sainte-Marie lors de l'érection d'une statue en hommage à la Vierge Marie. Enfin, depuis 1904, elle est nommée place Mickiewicz, une statue en son honneur est élevée sur la place.

## Lieux d'intérêt

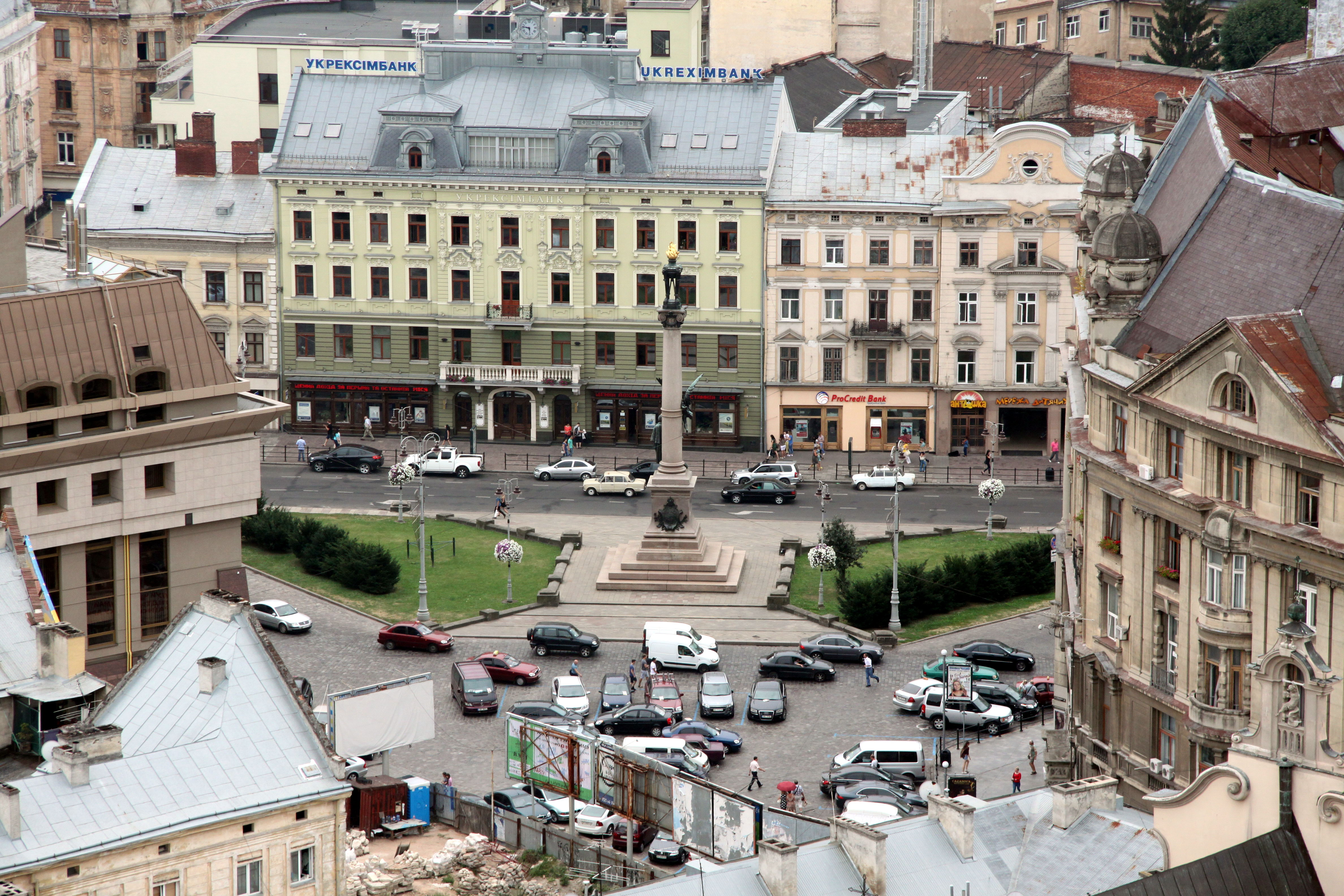
Vue de la place
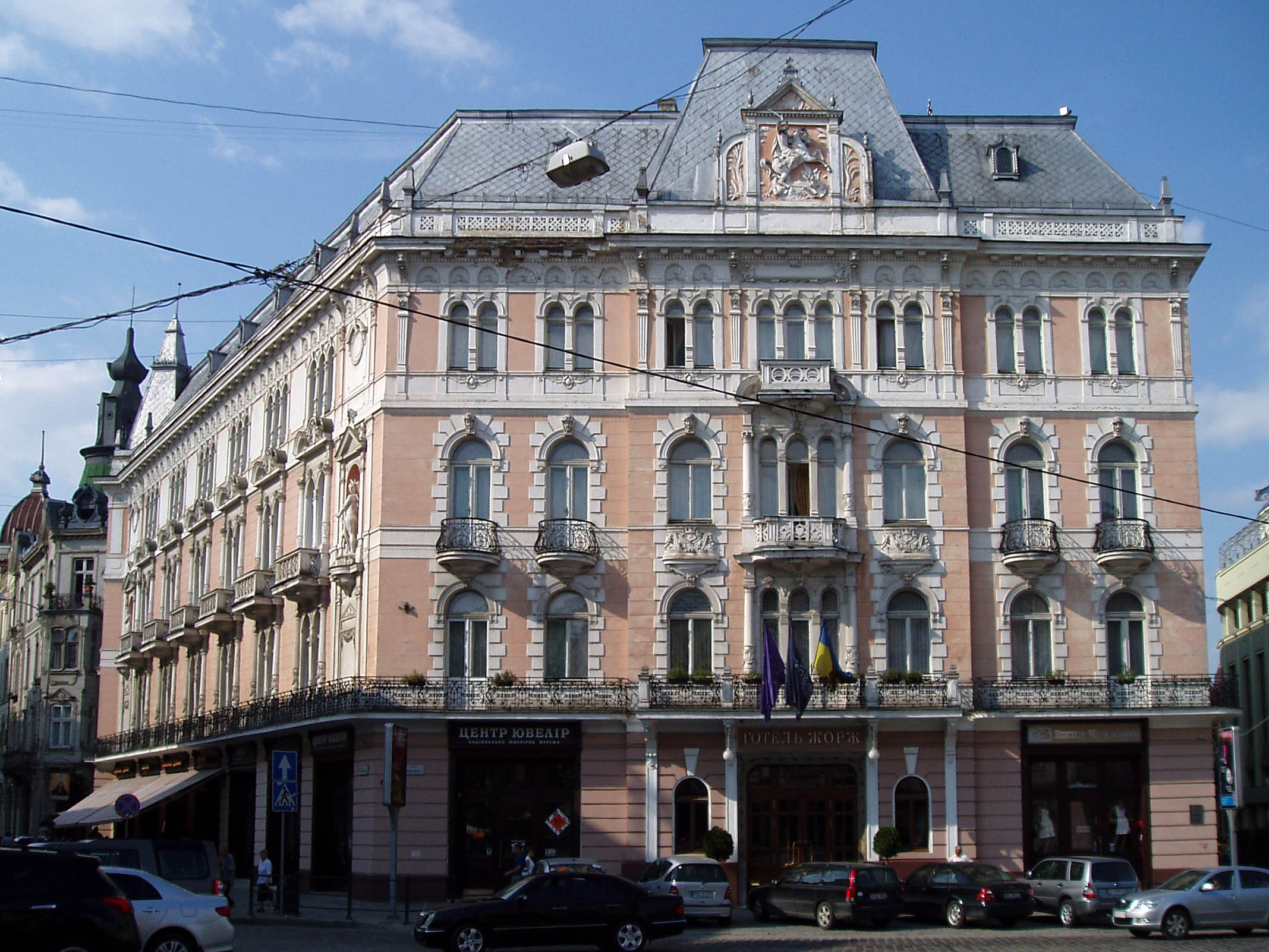
hôtel Georges, classé
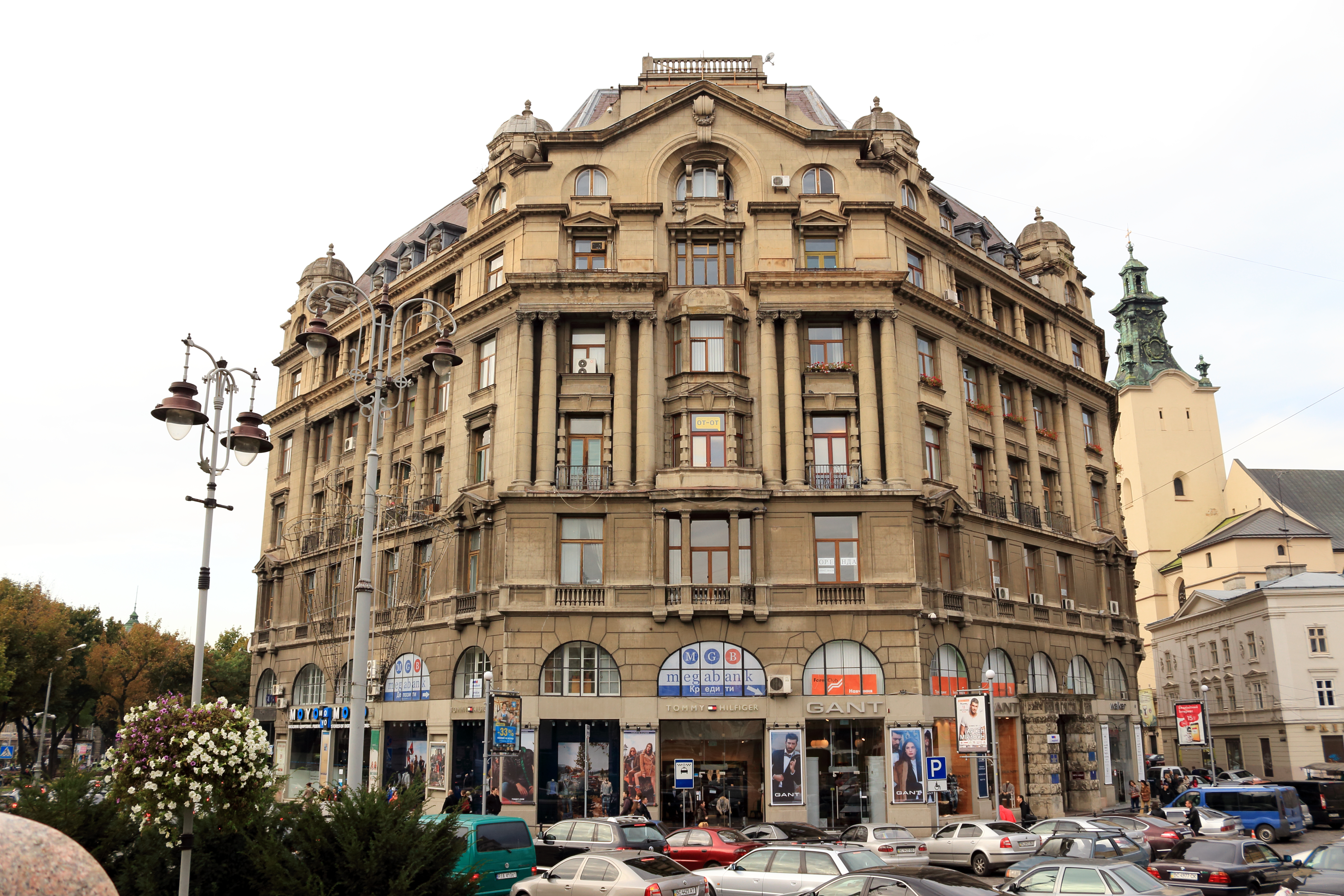
maison du livre, classé
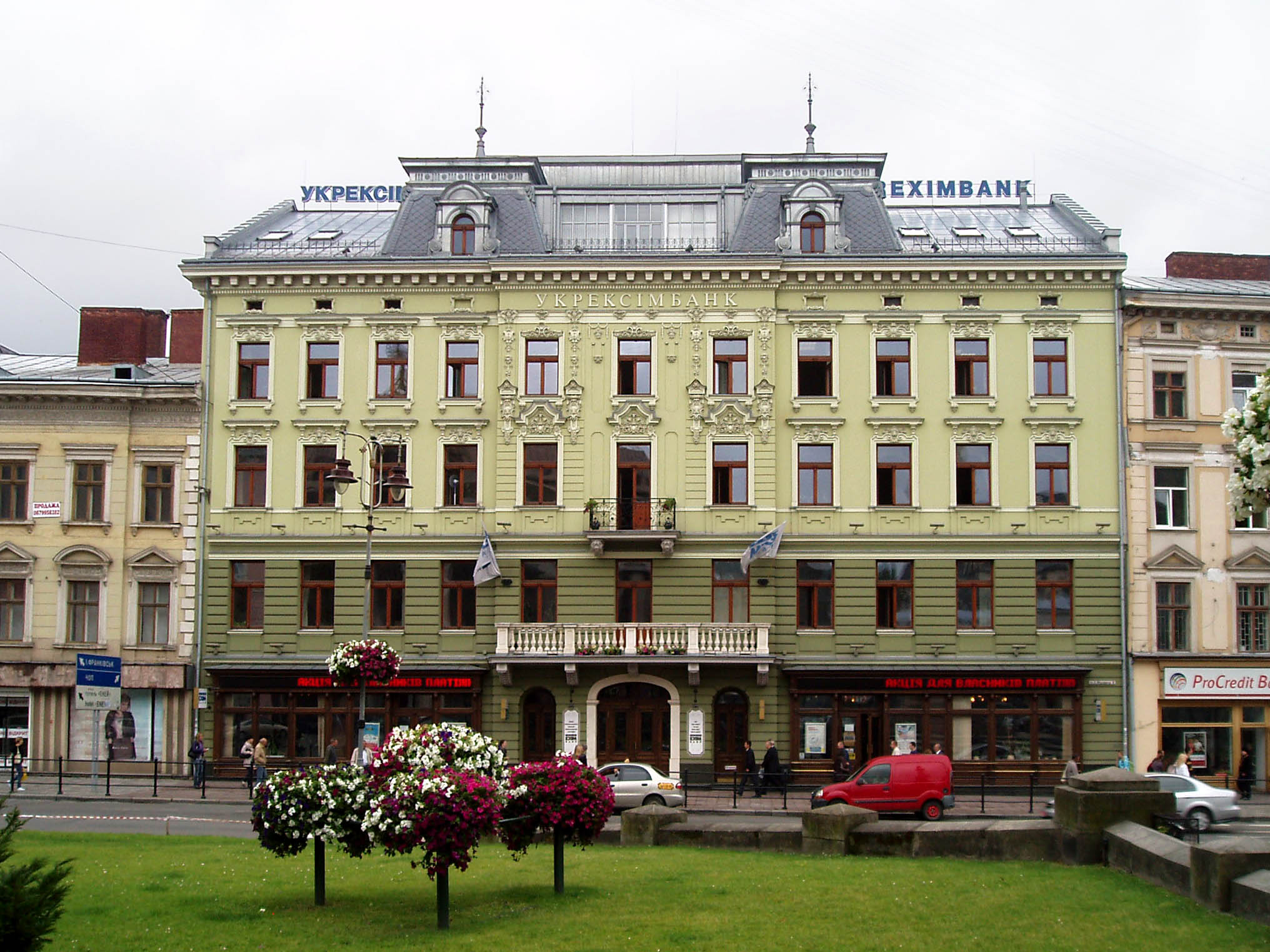
agence Ukreximbank, classé
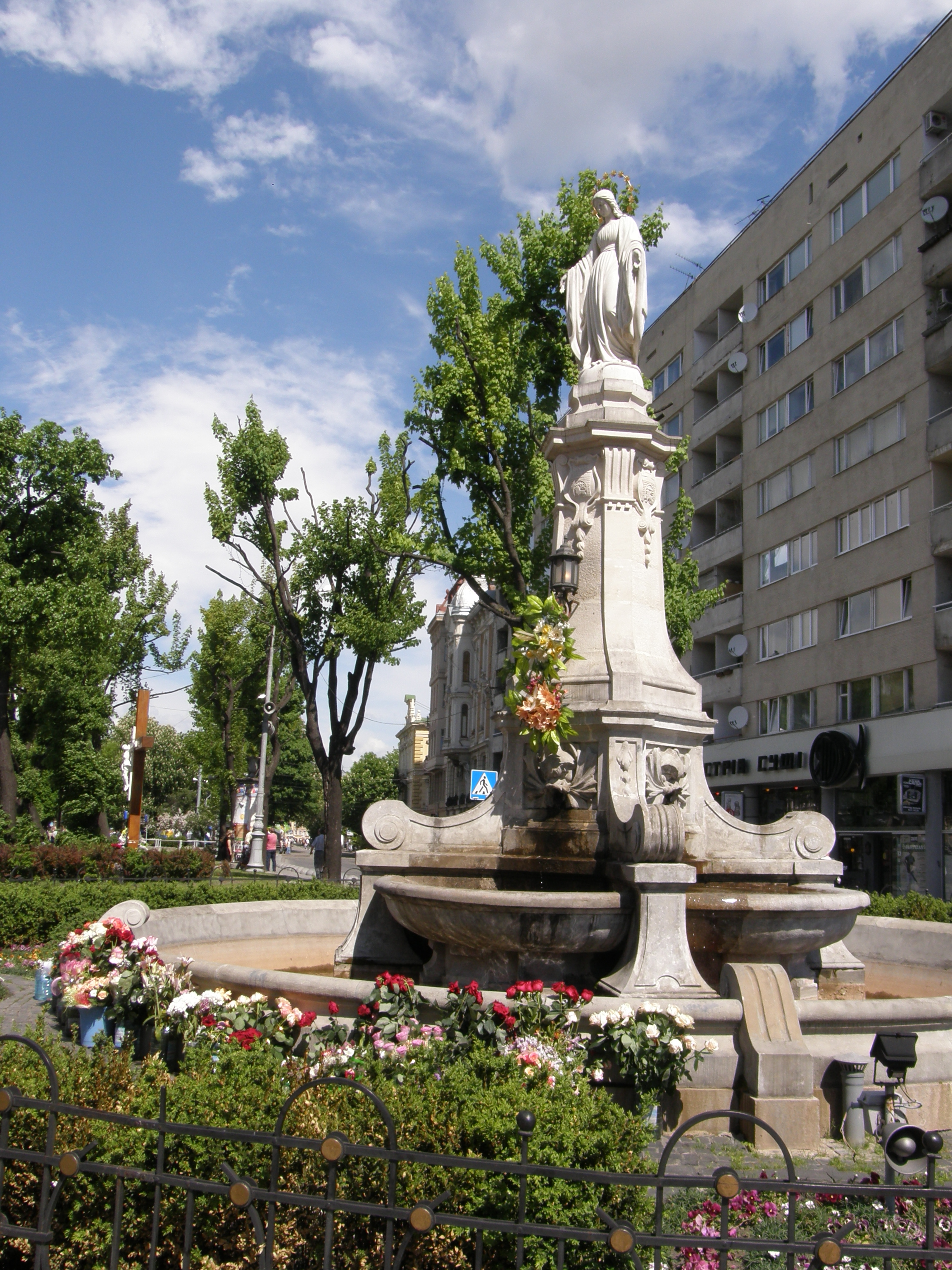
statue de Marie
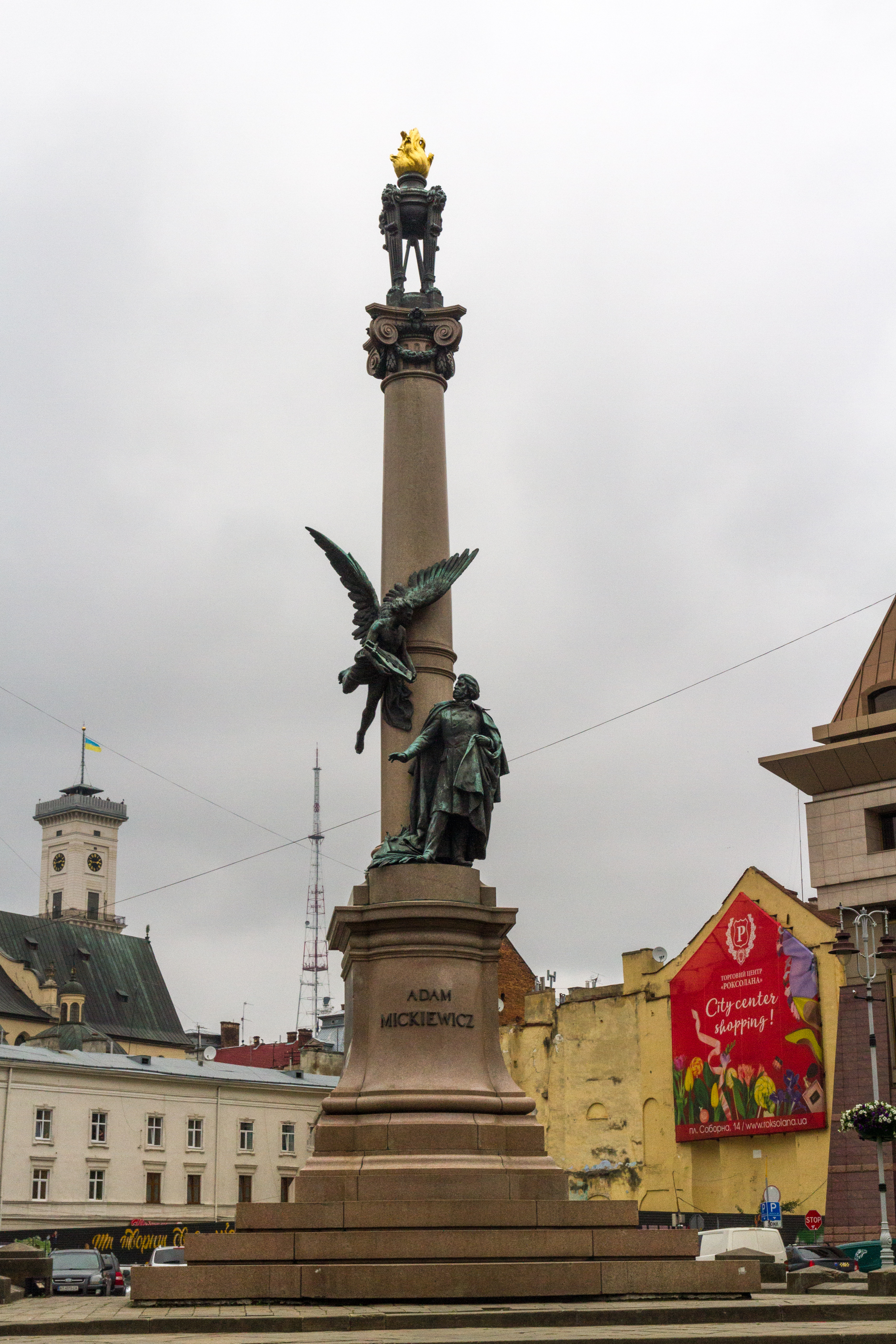
la statue d'Adam Mickiewicz, classée
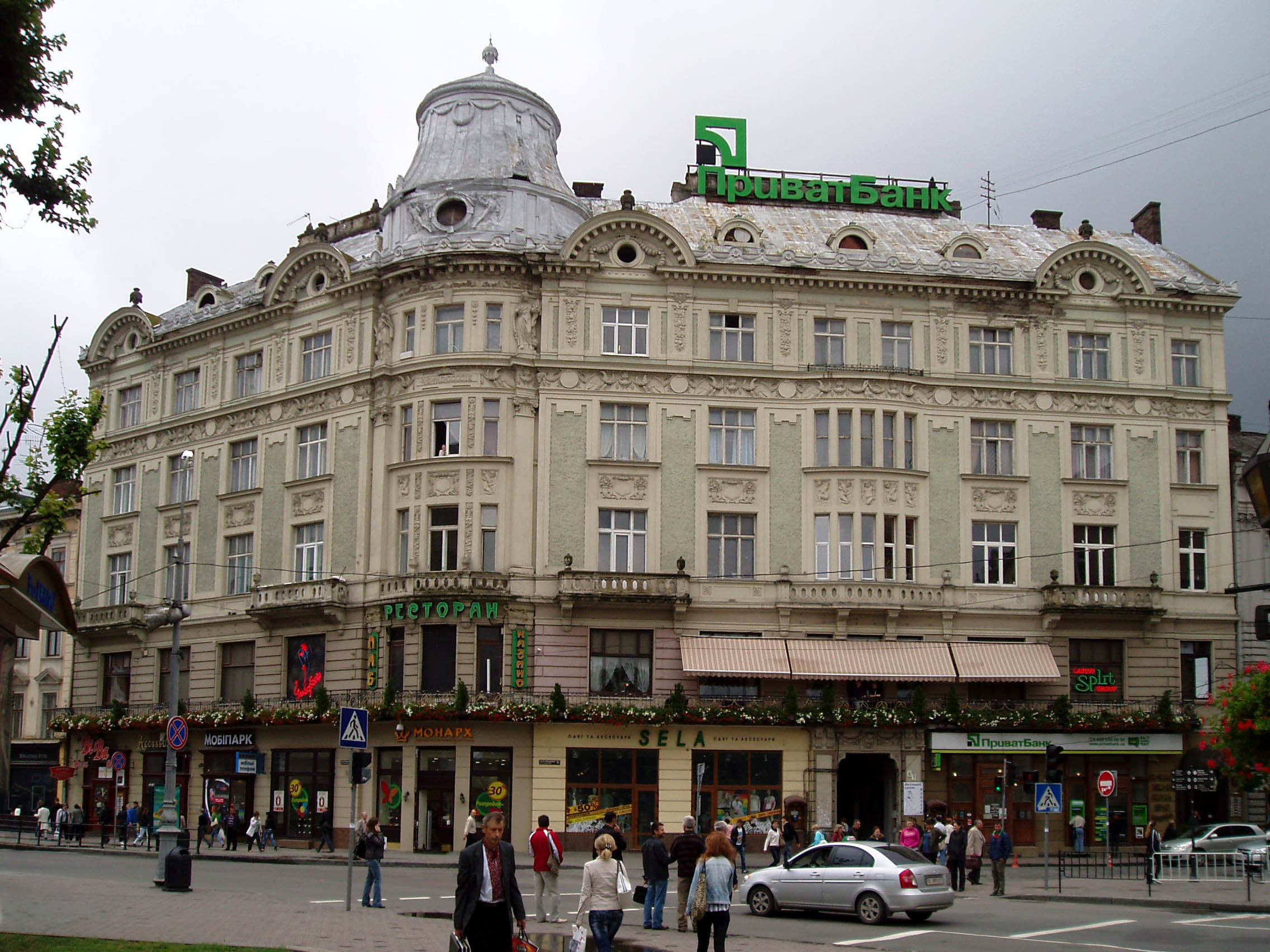
immeuble du 6/7, classé
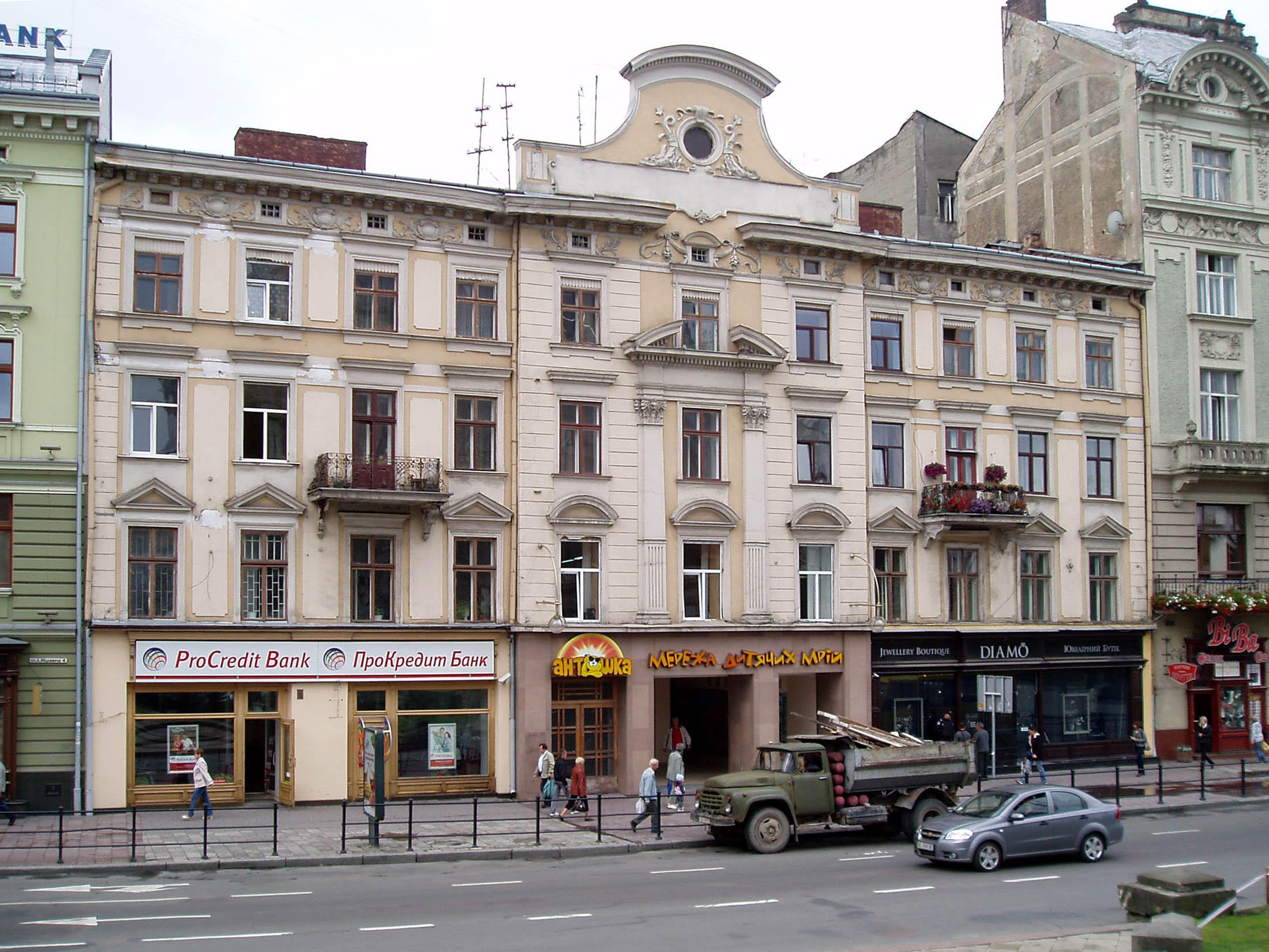
immeuble du 5, classé[6].